# Pheidole gambogia
Pheidole gambogia är en myrart som beskrevs av Horace Donisthorpe 1948. Pheidole gambogia ingår i släktet Pheidole och familjen myror. Inga underarter finns listade i Catalogue of Life.

## Bildgalleri

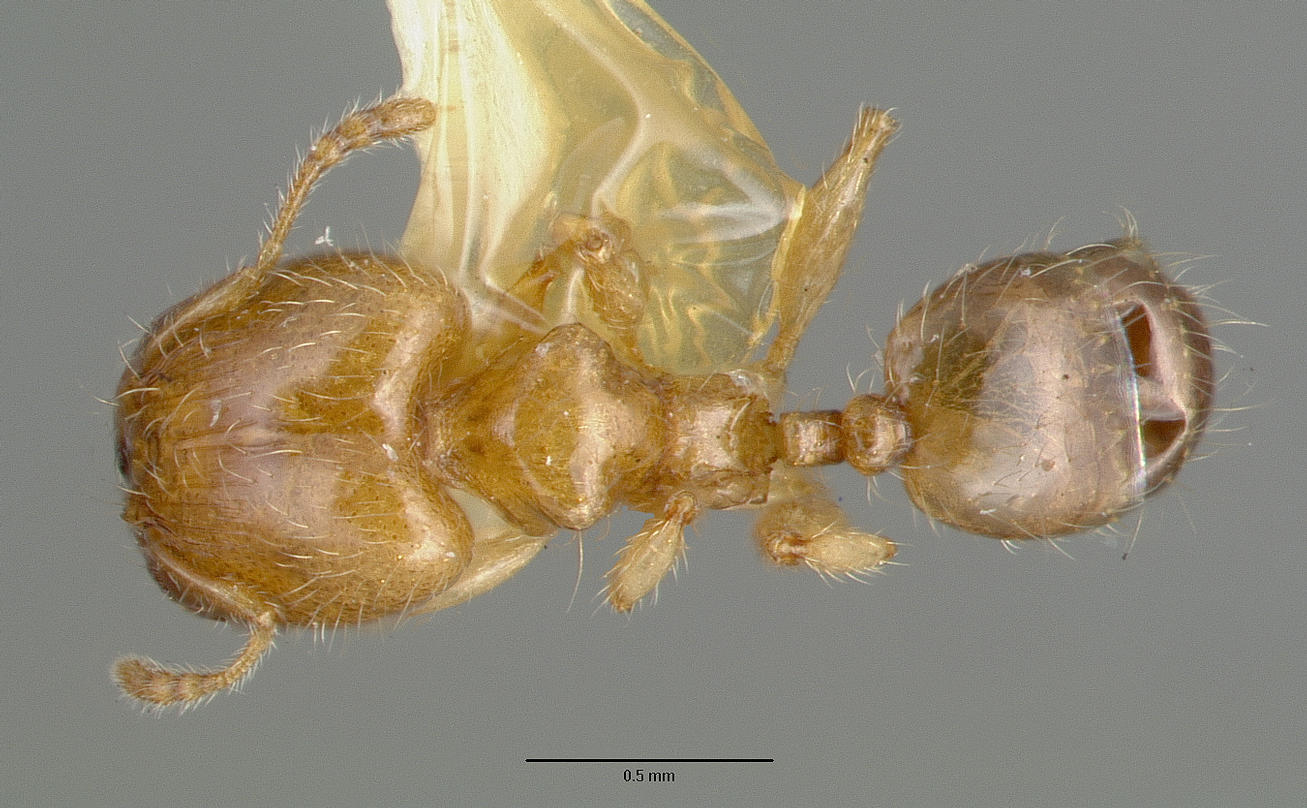
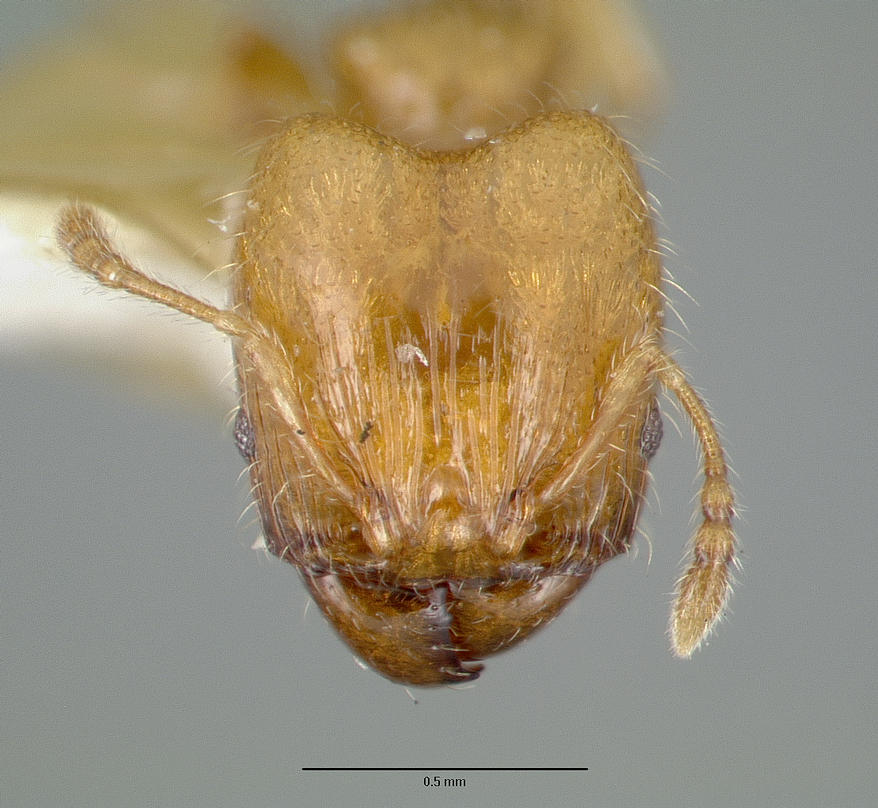
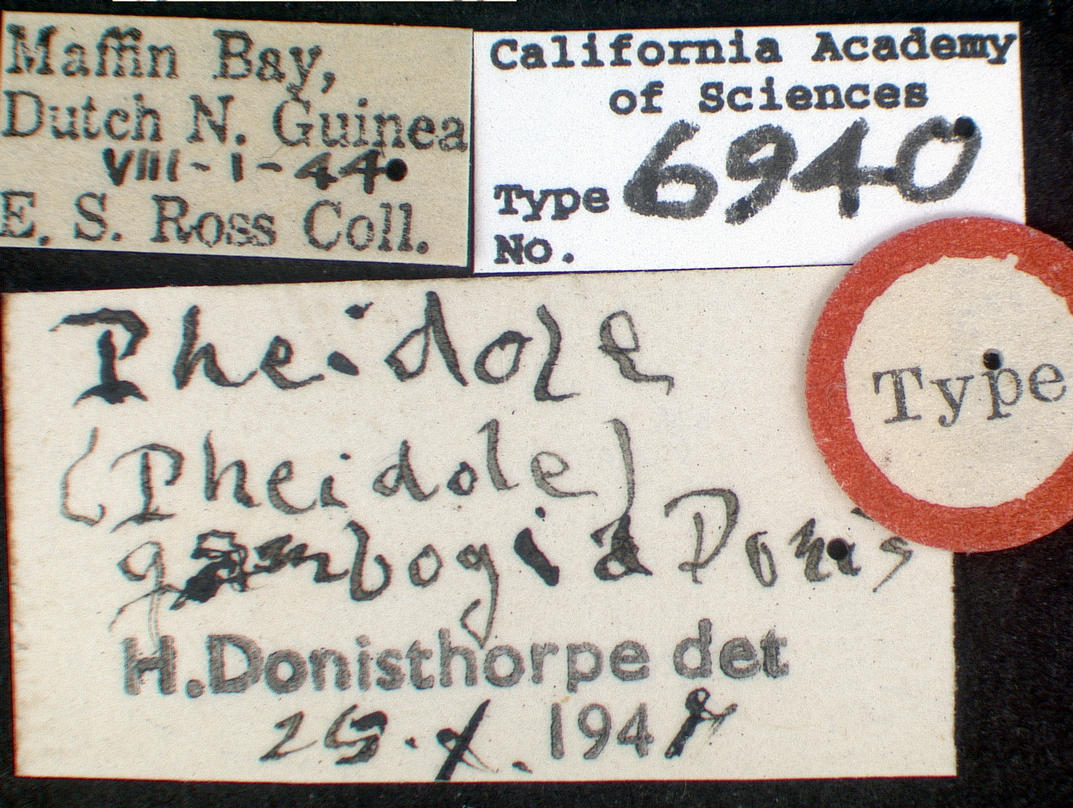
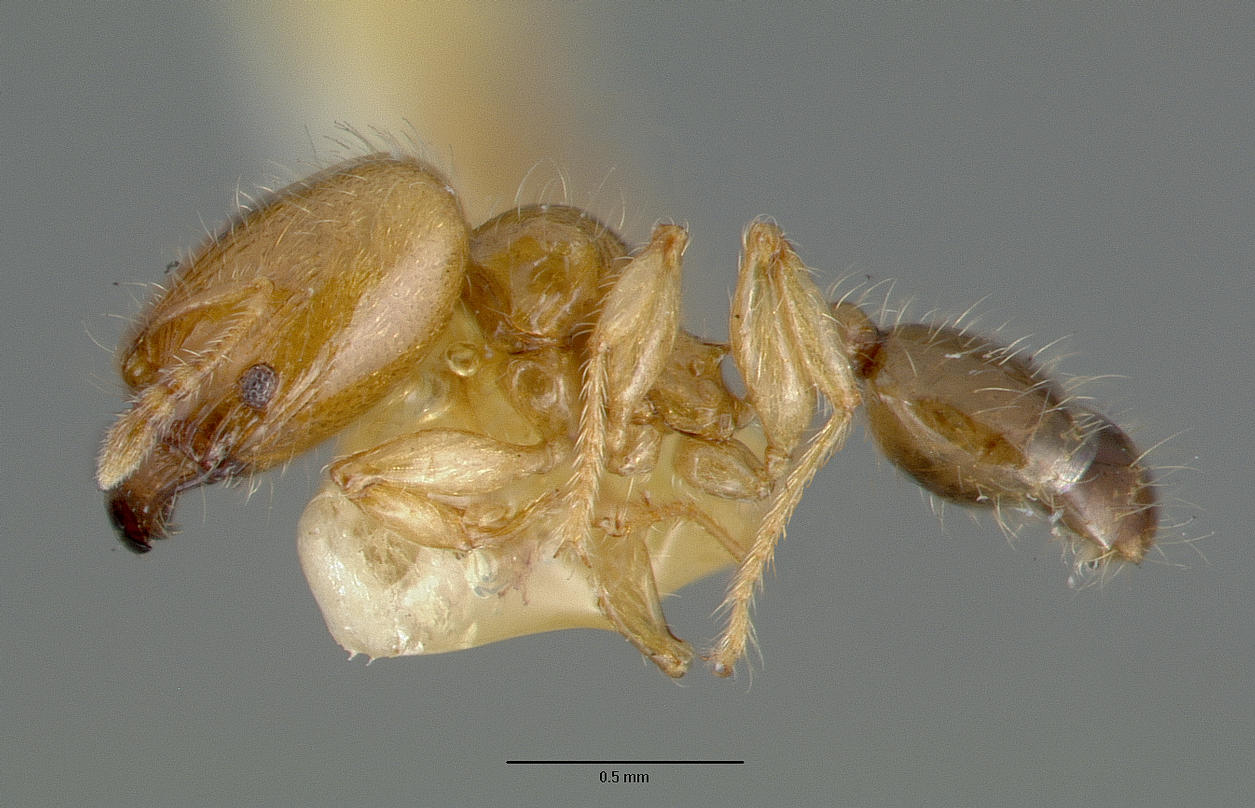
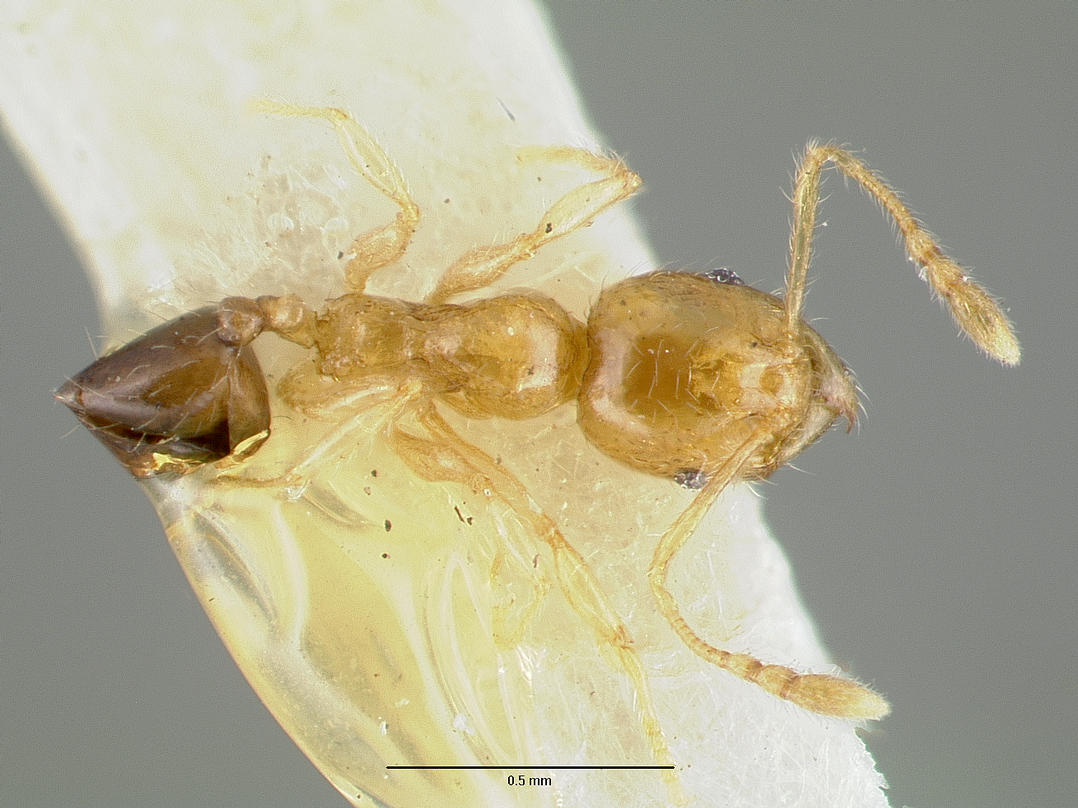
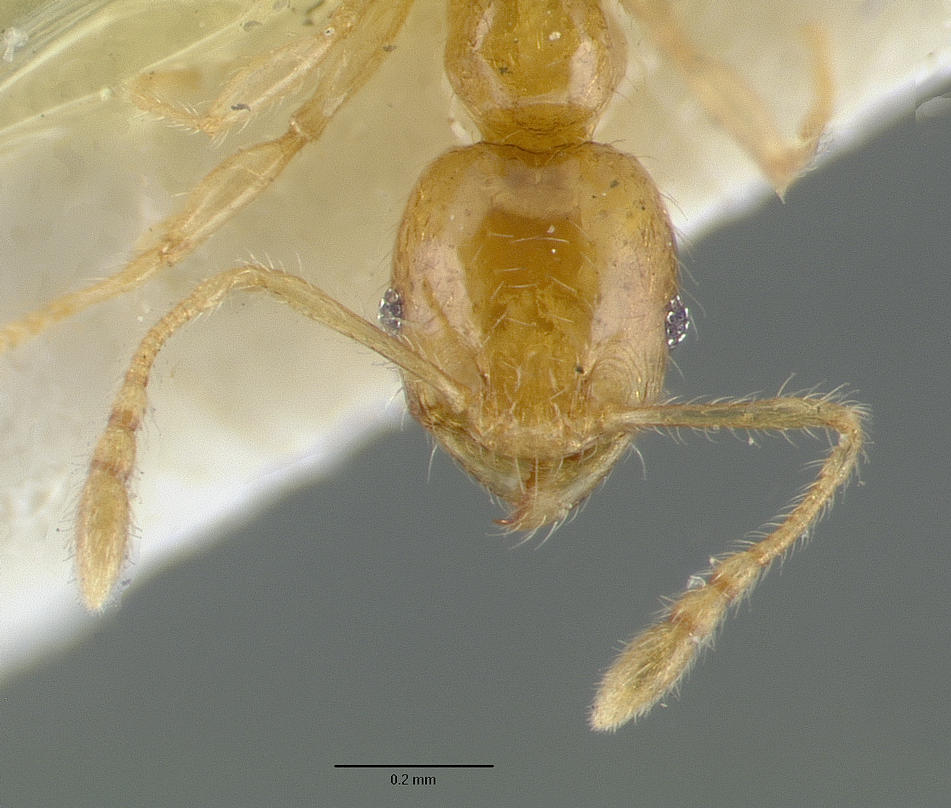